# استمفرد (نبراسکا)
استمفرد(به انگلیسی: Stamford) شهری در ایالت نبراسکا کشور ایالات متحده آمریکا است که جمعیت آن در سرشماری سال ۲۰۱۰ میلادی، ۱۸۳ نفر بوده‌است.